# Тулеж
Тулеж је насеље у Србији у општини Аранђеловац у Шумадијском округу. Према попису из 2022. има 584 становника (према попису из 2011. било је 655 становника).

## Демографија
У насељу Тулеж живи 621 пунолетни становник, а просечна старост становништва износи 41,7 година (40,5 код мушкараца и 43,0 код жена). У насељу има 233 домаћинства, а просечан број чланова по домаћинству је 3,27.
Ово насеље је великим делом насељено Србима (према попису из 2002. године), а у последњих пет пописа, примећен је пад у броју становника.
|  |

| Демографија | Демографија | Демографија |
| Година      | Становника  | Становника  |
| ----------- | ----------- | ----------- |
| 1948.       | 1.099       |             |
| 1953.       | 1.168       |             |
| 1961.       | 1.148       |             |
| 1971.       | 1.005       |             |
| 1981.       | 933         |             |
| 1991.       | 829         | 800         |
| 2002.       | 761         | 795         |
| 2011.       | 655         |             |
| 2022.       | 584         |             |

| Етнички састав према попису из 2002.‍ | Етнички састав према попису из 2002.‍ | Етнички састав према попису из 2002.‍ | Етнички састав према попису из 2002.‍ | Етнички састав према попису из 2002.‍ |
| ------------------------------------ | ------------------------------------ | ------------------------------------ | ------------------------------------ | ------------------------------------ |
|                                      |                                      |                                      |                                      |                                      |
| Срби                                 | Срби                                 |                                      | 750                                  | 98,55%                               |
| Роми                                 | Роми                                 |                                      | 5                                    | 0,65%                                |
| Македонци                            | Македонци                            |                                      | 3                                    | 0,39%                                |
| Украјинци                            | Украјинци                            |                                      | 1                                    | 0,13%                                |
| Буњевци                              | Буњевци                              |                                      | 1                                    | 0,13%                                |
| непознато                            | непознато                            |                                      | 1                                    | 0,13%                                |

| Година пописа     | 1948. | 1953. | 1961. | 1971. | 1981. | 1991. | 2002. |
| ----------------- | ----- | ----- | ----- | ----- | ----- | ----- | ----- |
| Број домаћинстава | 217   | 222   | 254   | 248   | 257   | 247   | 233   |

| Број чланова      | 1  | 2  | 3  | 4  | 5  | 6  | 7 | 8 | 9 | 10 и више | Просек |
| ----------------- | -- | -- | -- | -- | -- | -- | - | - | - | --------- | ------ |
| Број домаћинстава | 41 | 63 | 32 | 41 | 19 | 25 | 9 | 1 | 2 | 0         | 3,27   |

| Пол    | Укупно | Неожењен/Неудата | Ожењен/Удата | Удовац/Удовица | Разведен/Разведена | Непознато |
| ------ | ------ | ---------------- | ------------ | -------------- | ------------------ | --------- |
| Мушки  | 327    | 95               | 208          | 13             | 10                 | 1         |
| Женски | 319    | 43               | 207          | 61             | 5                  | 3         |
| УКУПНО | 646    | 138              | 415          | 74             | 15                 | 4         |

| Пол    | Укупно                    | Пољопривреда, лов и шумарство | Рибарство                            | Вађење руде и камена | Прерађивачка индустрија       |
| ------ | ------------------------- | ----------------------------- | ------------------------------------ | -------------------- | ----------------------------- |
| Мушки  | 165                       | 22                            | 0                                    | 77                   | 34                            |
| Женски | 40                        | 19                            | 0                                    | 4                    | 9                             |
| УКУПНО | 205                       | 41                            | 0                                    | 81                   | 43                            |
| Пол    | Производња и снабдевање   | Грађевинарство                | Трговина                             | Хотели и ресторани   | Саобраћај, складиштење и везе |
| Мушки  | 0                         | 8                             | 3                                    | 7                    | 4                             |
| Женски | 1                         | 1                             | 0                                    | 2                    | 0                             |
| УКУПНО | 1                         | 9                             | 3                                    | 9                    | 4                             |
| Пол    | Финансијско посредовање   | Некретнине                    | Државна управа и одбрана             | Образовање           | Здравствени и социјални рад   |
| Мушки  | 0                         | 1                             | 1                                    | 0                    | 3                             |
| Женски | 0                         | 0                             | 0                                    | 1                    | 2                             |
| УКУПНО | 0                         | 1                             | 1                                    | 1                    | 5                             |
| Пол    | Остале услужне активности | Приватна домаћинства          | Екстериторијалне организације и тела | Непознато            | Непознато                     |
| Мушки  | 1                         | 0                             | 0                                    | 4                    | 4                             |
| Женски | 0                         | 0                             | 0                                    | 1                    | 1                             |
| УКУПНО | 1                         | 0                             | 0                                    | 5                    | 5                             |